# Paul Deen
Paul Catharinus Deen (Den Haag, 18 augustus 1915 – Amsterdam, 30 augustus 1990) was een Nederlands (hoorspel) acteur. Hij behaalde het diploma gymnasium alfa te Arnhem, volgde toneelschool en legde in 1938 het eindexamen af. Hij speelde een seizoen bij de Nederlandse Toneelgroep van Cruys Voorbergh, was dan soldaat en gaf tijdens de oorlog illegale voordrachtavonden. Eind 1944 volgde zijn radiodebuut (Radio Herrijzend Nederland). In oktober 1945 kwam hij in dienst van de hoorspelafdeling van de NRU en ging deel uitmaken van de hoorspelkern. In 1952 deed hij de overstap naar het cabaret, eerst bij Wim Sonneveld, dan bij de Haagse Komedie en later bij Tingel Tangel van Sieto Hoving, maar hij bleef freelance werken voor radio en TV. In 1968 werd hij docent aan de Kleinkunst Academie te Amsterdam.
Deen was veelvuldig te horen in ten minste 460 hoorspelen en speelde vooral kleine rollen in televisieseries. Zo was hij onder meer te zien in de rol van Meester Spicht in de succesvolle jeugdserie uit de jaren zeventig "Kunt u mij de weg naar Hamelen vertellen, mijnheer?".
Paul Deen overleed aan de gevolgen van de ziekte ALS en ligt begraven op de Amsterdamse begraafplaats Zorgvlied.